# Podzamcze (Przeworsk)
Podzamcze – część miasta Przeworska, w Polsce, w województwie podkarpackim, w powiecie przeworskim. Wchodzi w skład Osiedla Nr 2. Znajduje się w bliskim sąsiedztwie parku.
Stanowiło jeden z folwarków Ordynacji Przeworskiej Książąt Lubomirskich. W latach 1921–1927 na terenie Podzamcza został wybudowany Dwór Habichta.